# Котляревська Ірина Марківна

Ірина Марківна Котляревська — Європейська письменниця українського походження, народилась 19 липня 1981 року, авторка популярних книжок[джерело?] для дітей, в тому числі "Любомікси" (2019), "Землінікси" (2019), "Таємне життя Любоміксів" (2020), "Про це" (2020), "Розповідь майбутнього президента" (2020) тощо . 
Книги Ірини Котляревської стали популярними у різних країнах Європи  [Архівовано 18 липня 2020 у Wayback Machine.], та були перекладені на російську, польську, англійську, іспанську, французьку та інші мови[джерело?]  [Архівовано 19 липня 2020 у Wayback Machine.]. На польську мову її першу книгу переклав професор, історик літератури Петро Фаст (Piotr Fast).
У 2020 році Ірина Котляревська була включена виданням "Брюсельський Вісник" до топ-5 "найбільш перспективних молодих письменниць західної Європи". У 2020 році письменниця стала членом Королівського Літературного Товариства Великої Британії (The Royal Society of Literature).